# 同圣寺佛塔
同圣寺佛塔，是位于中国福建省宁德市蕉城区七都镇的一个五代古建筑，宁德市（县级）人民政府于1992年12月将其公布为第二批县级文物保护单位。
同圣寺佛塔为九层八角楼式实心的石塔，始建于闽国永隆四年（942年），高7米，须弥座边长2.06米，塔身雕刻各式佛像，塔顶有宝瓶塔刹。